# Opistognathus nigromarginatus
Opistognathus nigromarginatus är en fiskart som beskrevs av Rüppell, 1830. Opistognathus nigromarginatus ingår i släktet Opistognathus och familjen Opistognathidae. Inga underarter finns listade i Catalogue of Life.